# Rosa Brook
Rosa Brook är en ort i Australien. Den ligger i kommunen Augusta-Margaret River Shire och delstaten Western Australia, omkring 230 kilometer söder om delstatshuvudstaden Perth. Antalet invånare är 420.
Runt Rosa Brook är det mycket glesbefolkat, med 3 invånare per kvadratkilometer.. Närmaste större samhälle är Margaret River, omkring 10 kilometer väster om Rosa Brook.
I omgivningarna runt Rosa Brook växer i huvudsak städsegrön lövskog. Genomsnittlig årsnederbörd är 1 147 millimeter. Den regnigaste månaden är maj, med i genomsnitt 198 mm nederbörd, och den torraste är februari, med 10 mm nederbörd.